# Статистическая теория поля
Статистическая теория поля — раздел статистической физики, в котором изучаются пространственные случайные системы с взаимодействием. Объектами изучения в статистической теории поля являются поля или системы, число степеней свободы которых сравнимо с полем. Для равновесных состояний микросостояния системы выражены через полевые конфигурации. В рамках этого раздела изучаются статистические системы случайных полей. Это область тесно связана с квантовой теорией поля, которая описывает квантовую динамику полей.
Формально мы хотим решать задачи статистической физики методами квантовой теории поля (КТП).
Методы КТП играют немаловажную роль при описании критических явлений, к которым относятся аномалии, наблюдающиеся в фазовых переходах второго рода (например, процессы в точке Кюри в магнетике). В таких системах появляются сильные флуктуации с бесконечным радиусом корреляции, т. е. мы имеем дело с существенно нелинейной системой, которую как раз можно описать с помощью КТП. Для описания могут использоваться нелинейные уравнения Швингера, аппарат функциональных преобразований Лежандра, квантово-полевая теория возмущений, метод теоретико-полевой ренормализационной группы.
Основным понятием равновесной статистической теории поля является гиббсовская мера. Понятие гиббсовской меры было предложено в работах Р. Л. Дорбушина (1968—1970 гг.), О. Е. Ланфорда и Д. Рюэля (1969).
Статистические полевые теории широко используются для описания систем в физике полимеров или биофизике.
В последнее время подход на основе гиббсовской меры нашёл применение в комбинаторике при подсчёте числа объектов с данными свойствами на случайных структурах при их бесконечном росте.
Развитие этого нового класса алгоритмов стало возможным благодаря открытию глубоких связей между этими задачами подсчета и свойствами единственности гиббсовской меры на бесконечных графах, известной как Добрушинская единственность.